# مارسيو ألفيس دوس سانتوس
مارسيو ألفيس دوس سانتوس (2 فبراير 1990 في البرازيل – )؛ هو لاعب كرة قدم سابق كان يلعب كمهاجم.

## وصلات خارجية
- مارسيو ألفيس دوس سانتوس على موقع رابطة كرة القدم اليابانية للمحترفين (اليابانية)
- مارسيو ألفيس دوس سانتوس على موقع قاعدة بيانات كرة القدم.إي يو (الإنجليزية)
- مارسيو ألفيس دوس سانتوس على موقع قاعدة بيانات كرة القدم.إي يو (الإنجليزية)
- مارسيو ألفيس دوس سانتوس على موقع Soccerway.com (الإنجليزية)
- مارسيو ألفيس دوس سانتوس على موقع عالم كرة القدم.نت (الإنجليزية)